# Melitaeini
Melitaeini Newman, 1870 è una tribù di lepidotteri appartenente alla sottofamiglia Nymphalinae

## Tassonomia
Per la suddivisione in sottotribù e generi si è tenuto conto di M. Savela (2010), che suddivide questa tribù in 5 sottotribù e 20-25 generi:
Sottotribù Euphydryina
- Euphydryas Scudder, 1872

Sottotribù Melitaeina
- Melitaea Fabricius, 1807 - In questo genere vengono inclusi i Didymaeformis e i Mellicta

Sottotribù Chlosynina
- Antillea Higgins, 1959
- Atlantea Higgins, 1959
- Chlosyne Butler, 1870
- Dymasia Higgins, 1960
- Higginsius Hemming, 1964[2]
- Microtia Bates, 1864
- Poladryas Bauer, 1975
- Texola Higgins, 1959

Sottotribù Gnathotrichina
- Gnathotriche C. & R. Felder, 1862

Sottotribù Phyciodina
- Anthanassa Scudder, 1875
- Castilia Higgins, 1981
- Dagon Higgins, 1981
- Eresia Boisduval, 1836[3]
- Janatella Higgins, 1981
- Mazia Higgins, 1981
- Ortilia Higgins, 1981
- Phyciodes Hübner, 1819
- Phystis Higgins, 1981
- Tegosa Higgins, 1981
- Telenassa Higgins, 1981
- Tisona Higgins, 1981

## Galleria d'immagini

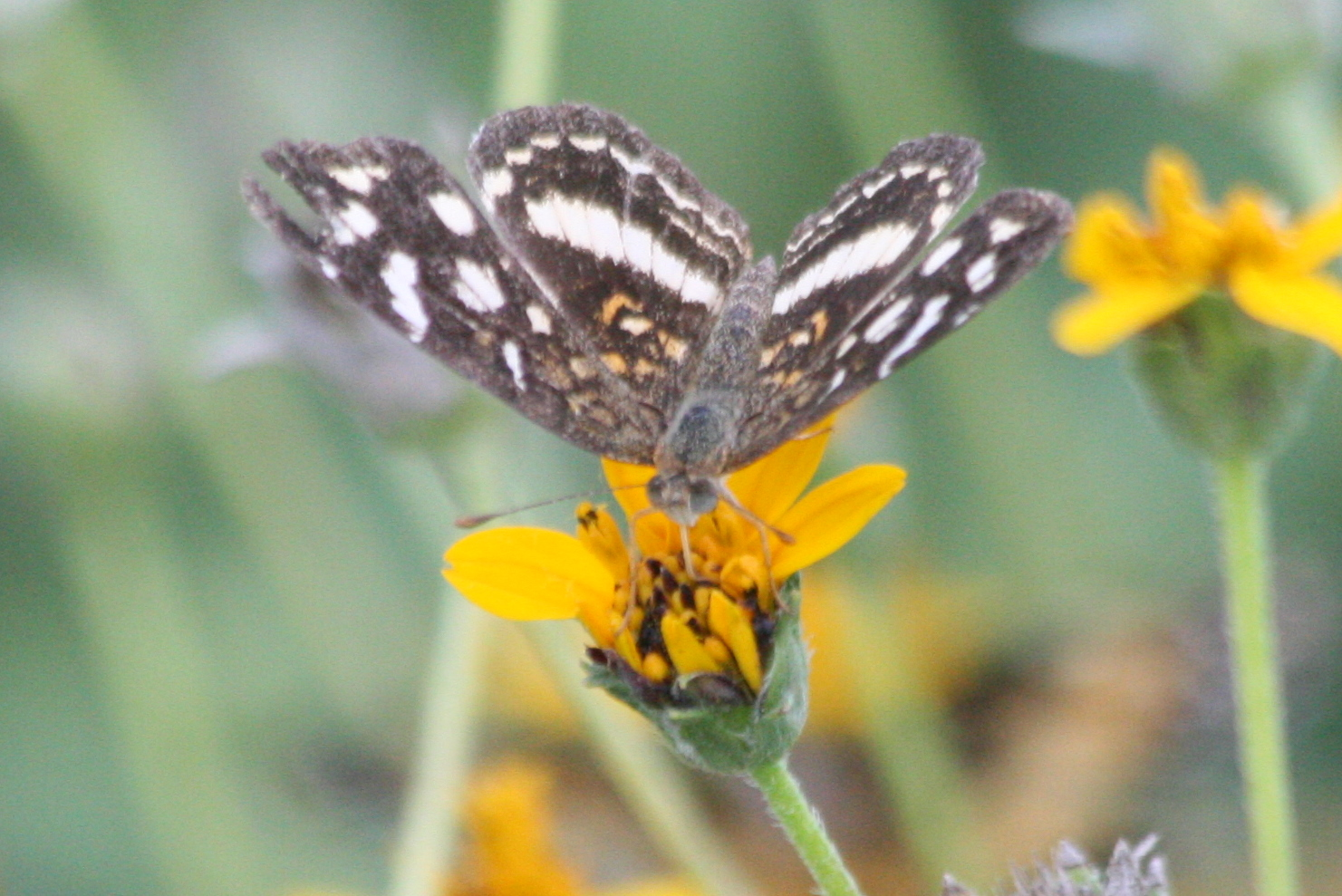
Anthanassa frisia
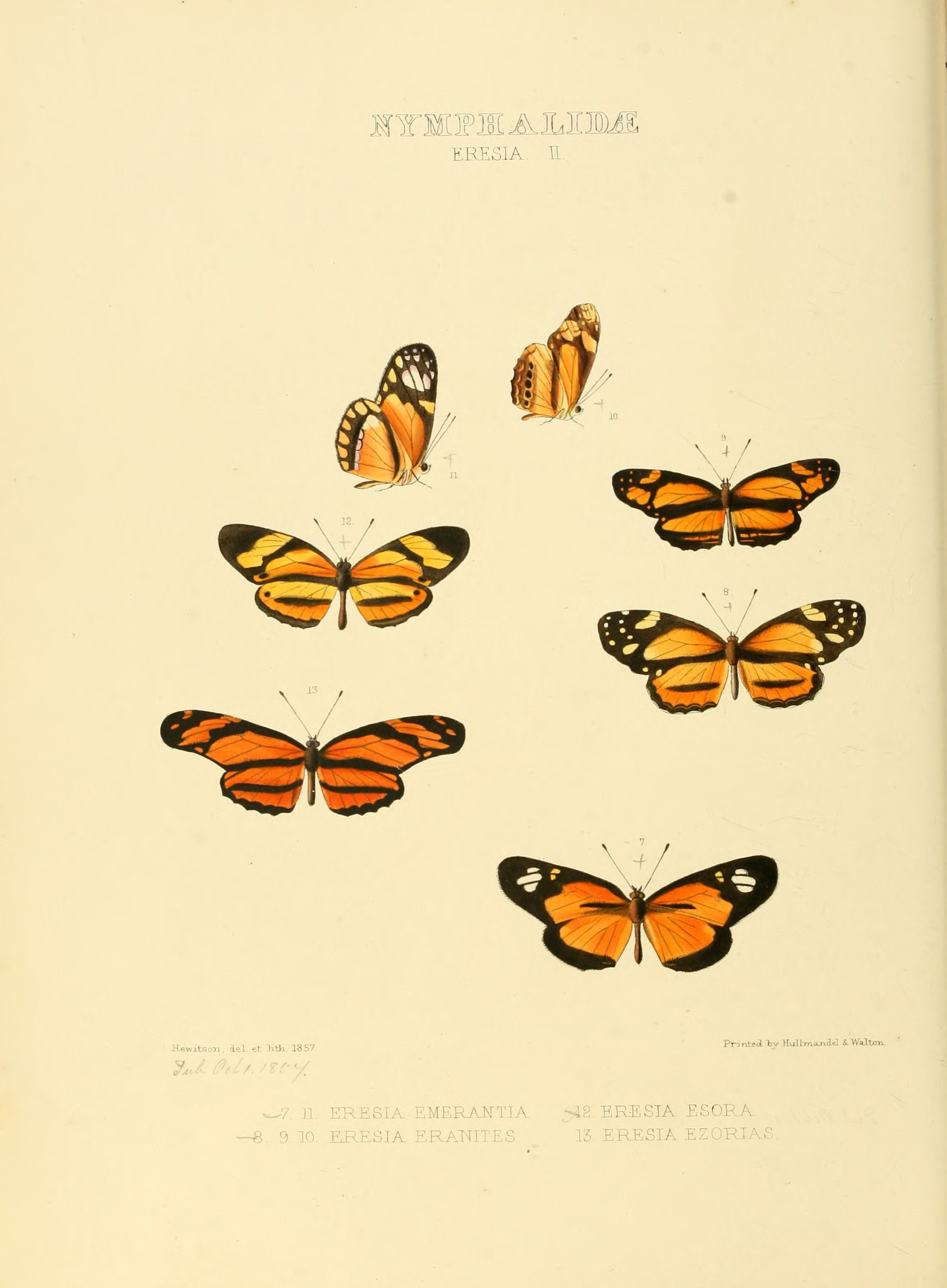
Castilia eranites
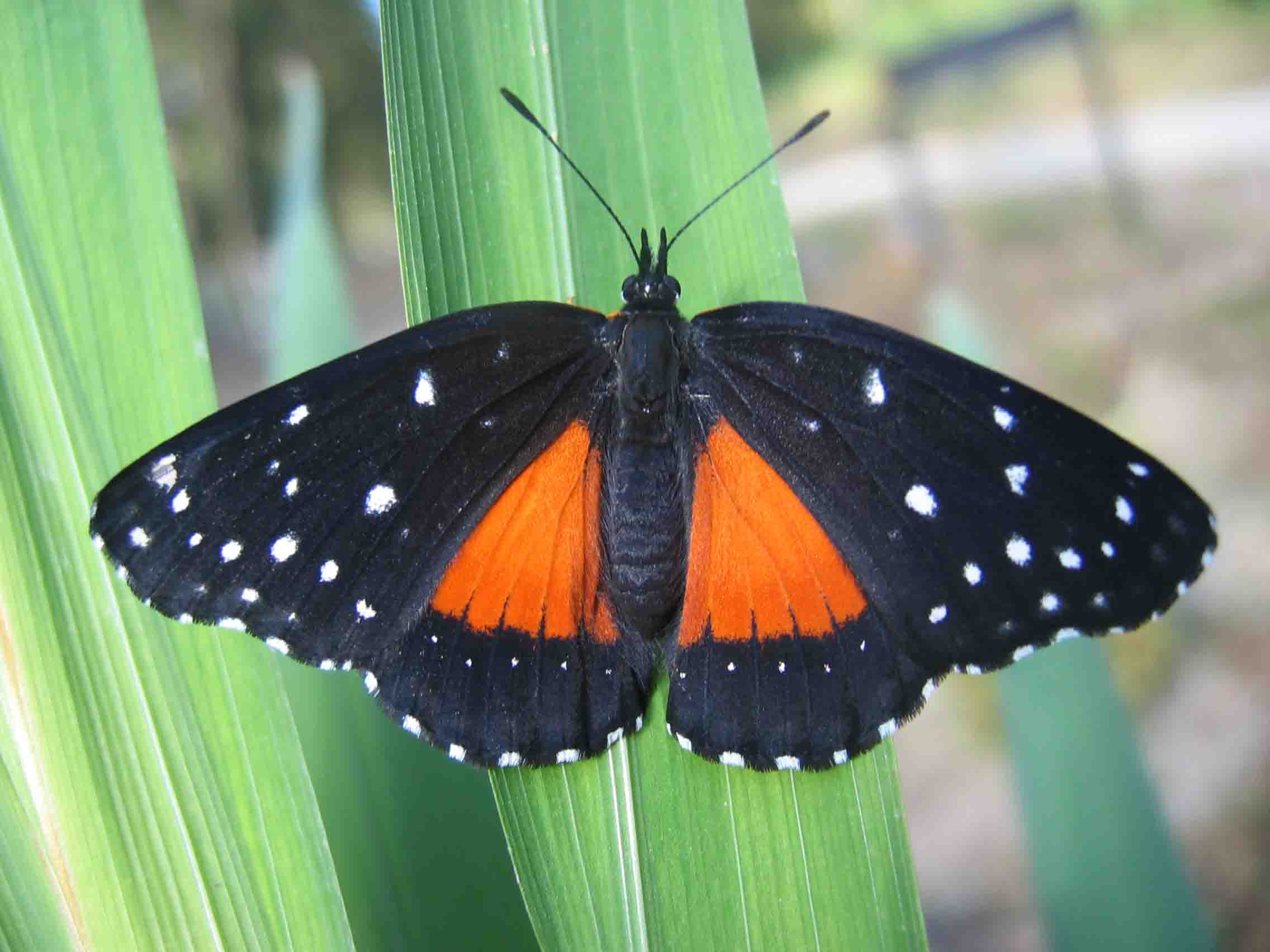
Chlosyne janais
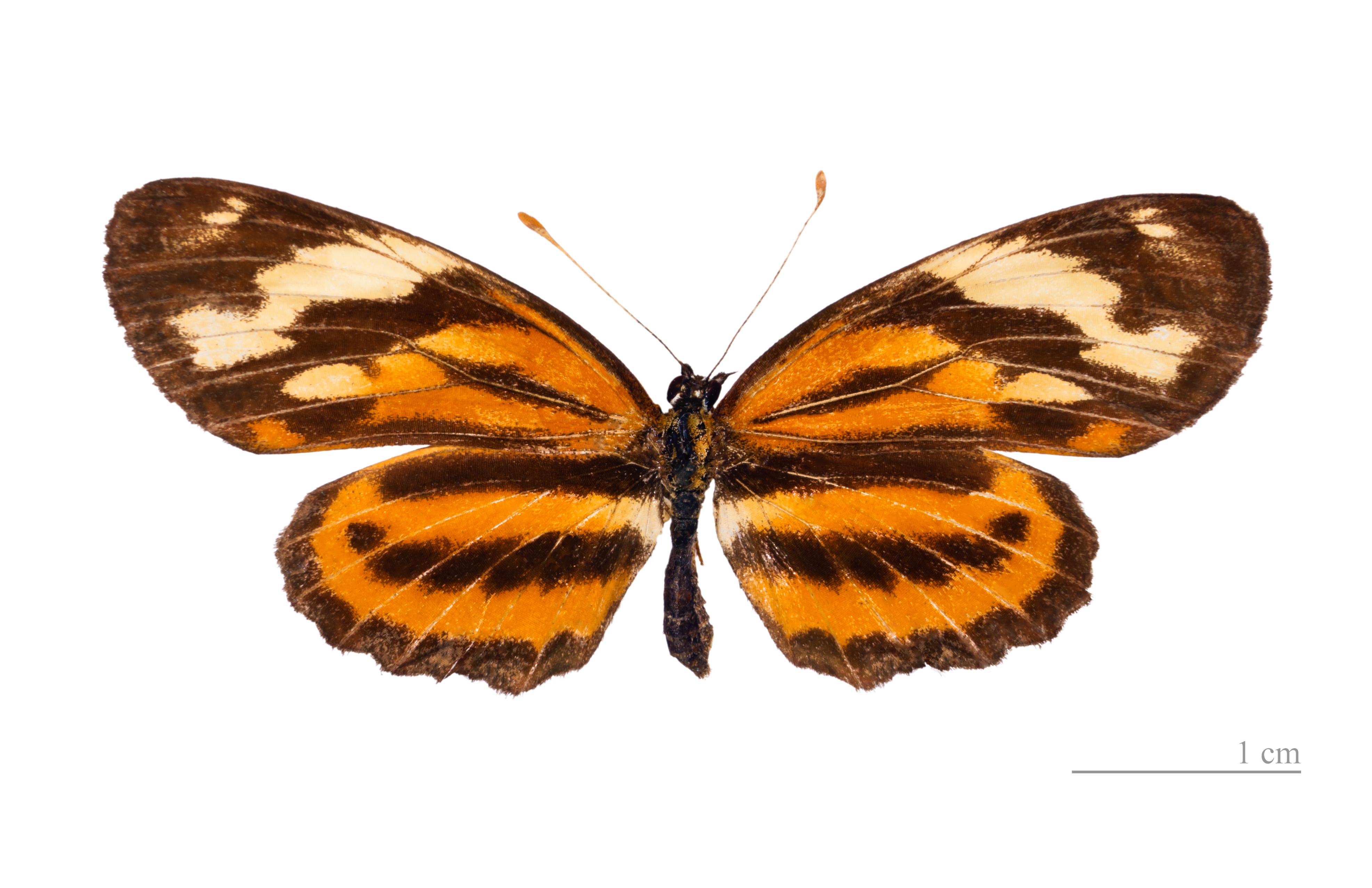
Eresia eunice eunice
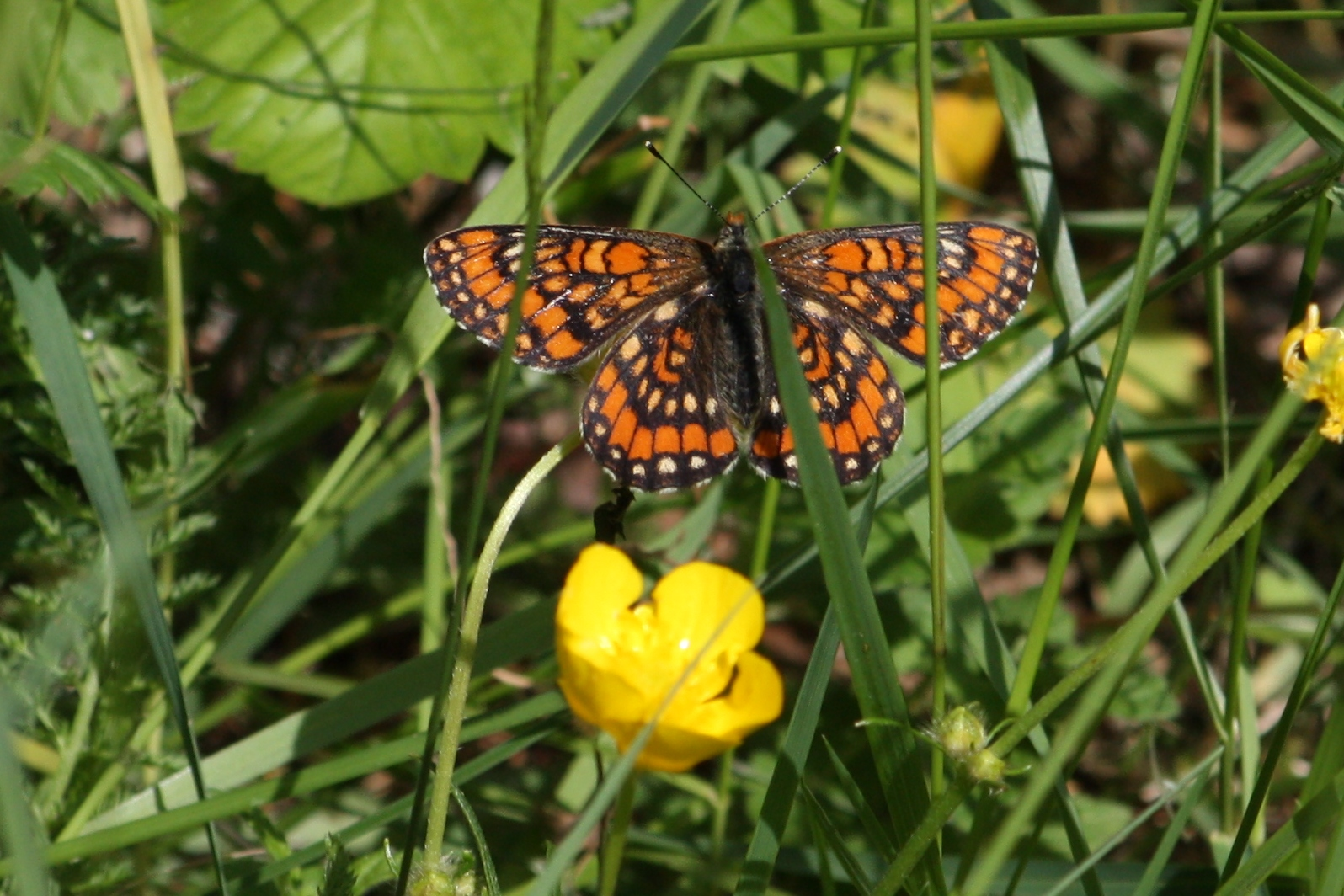
Euphydryas maturna
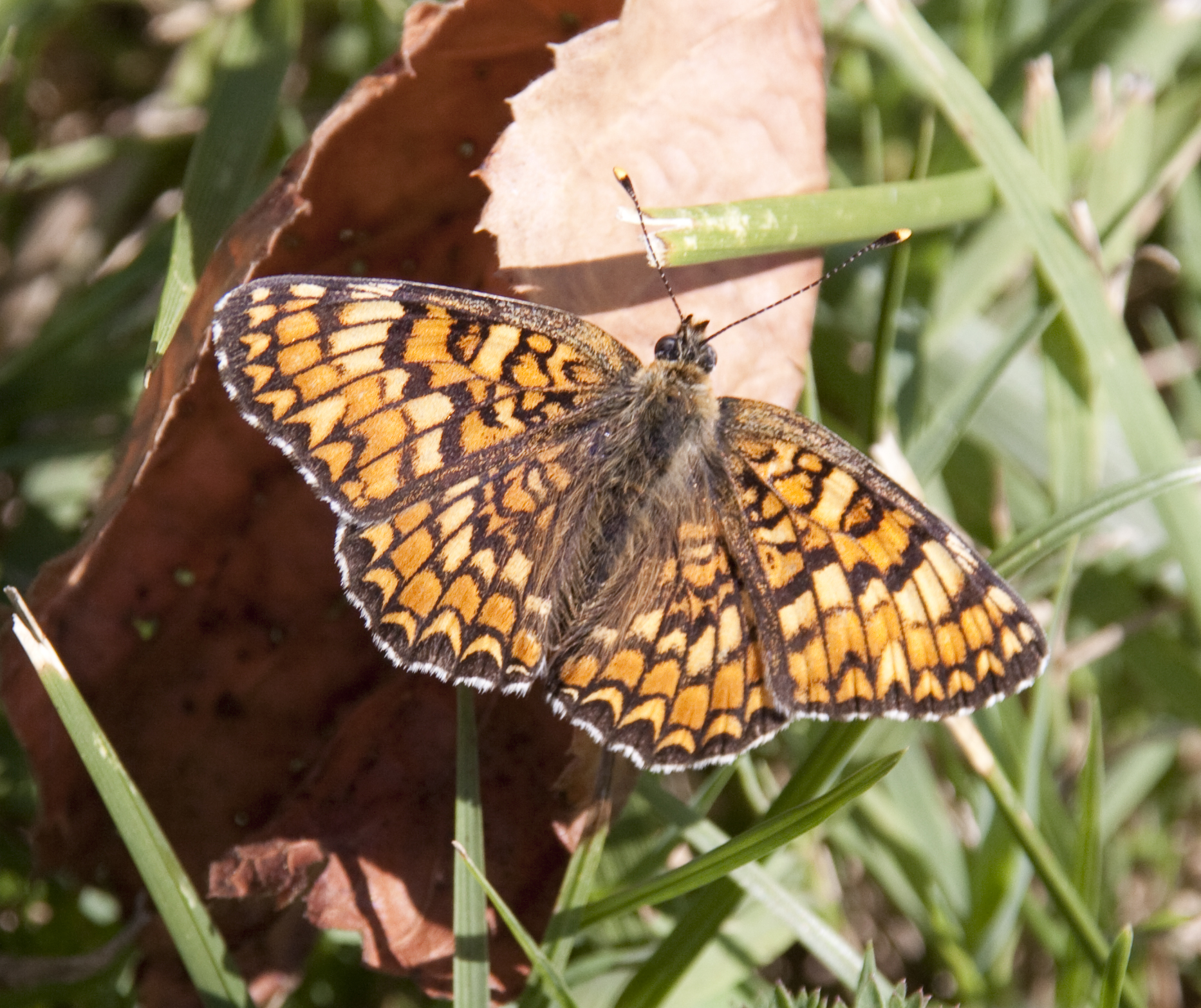
Melitaea phoebe
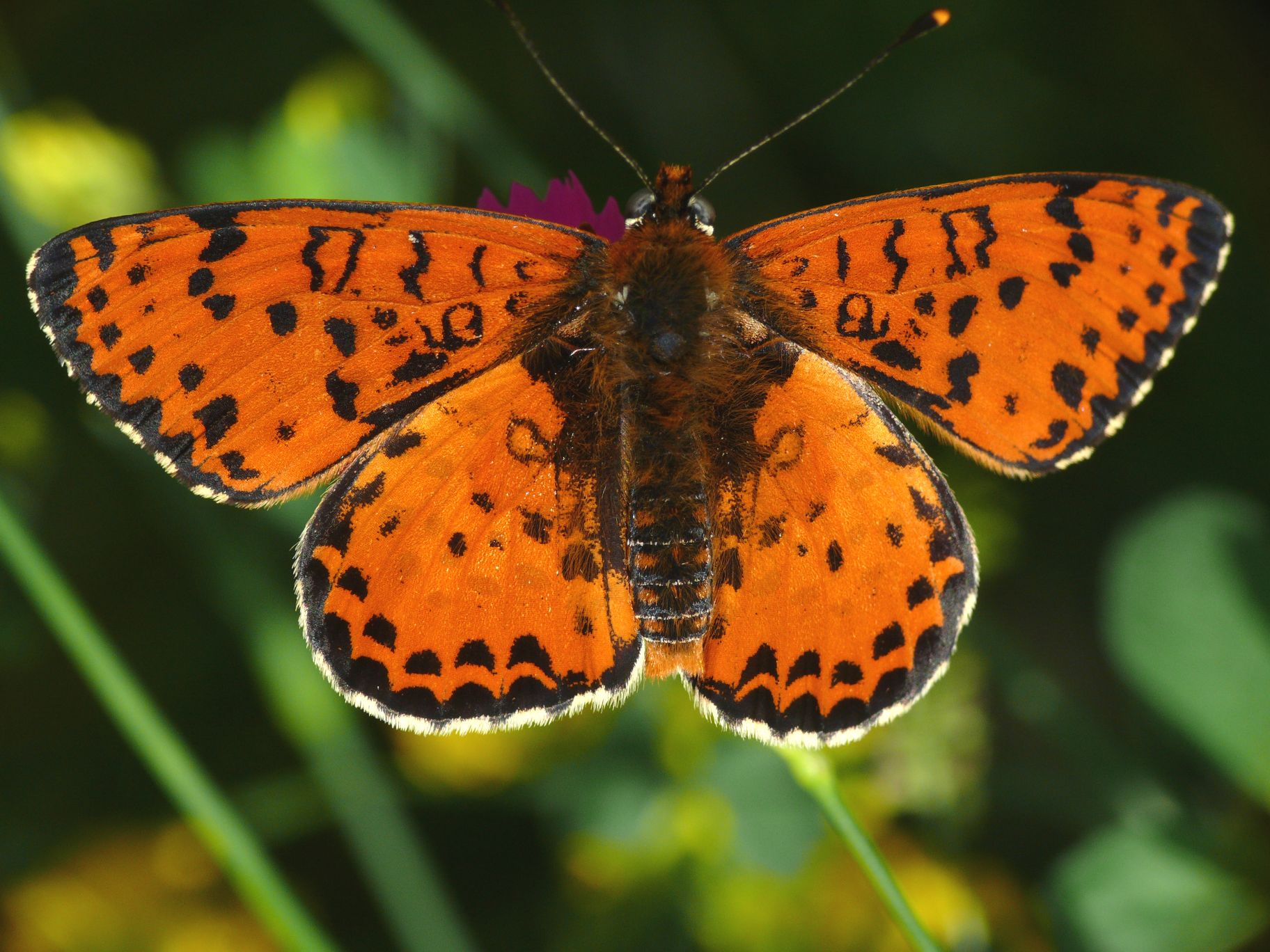
Melitaea didyma, maschio
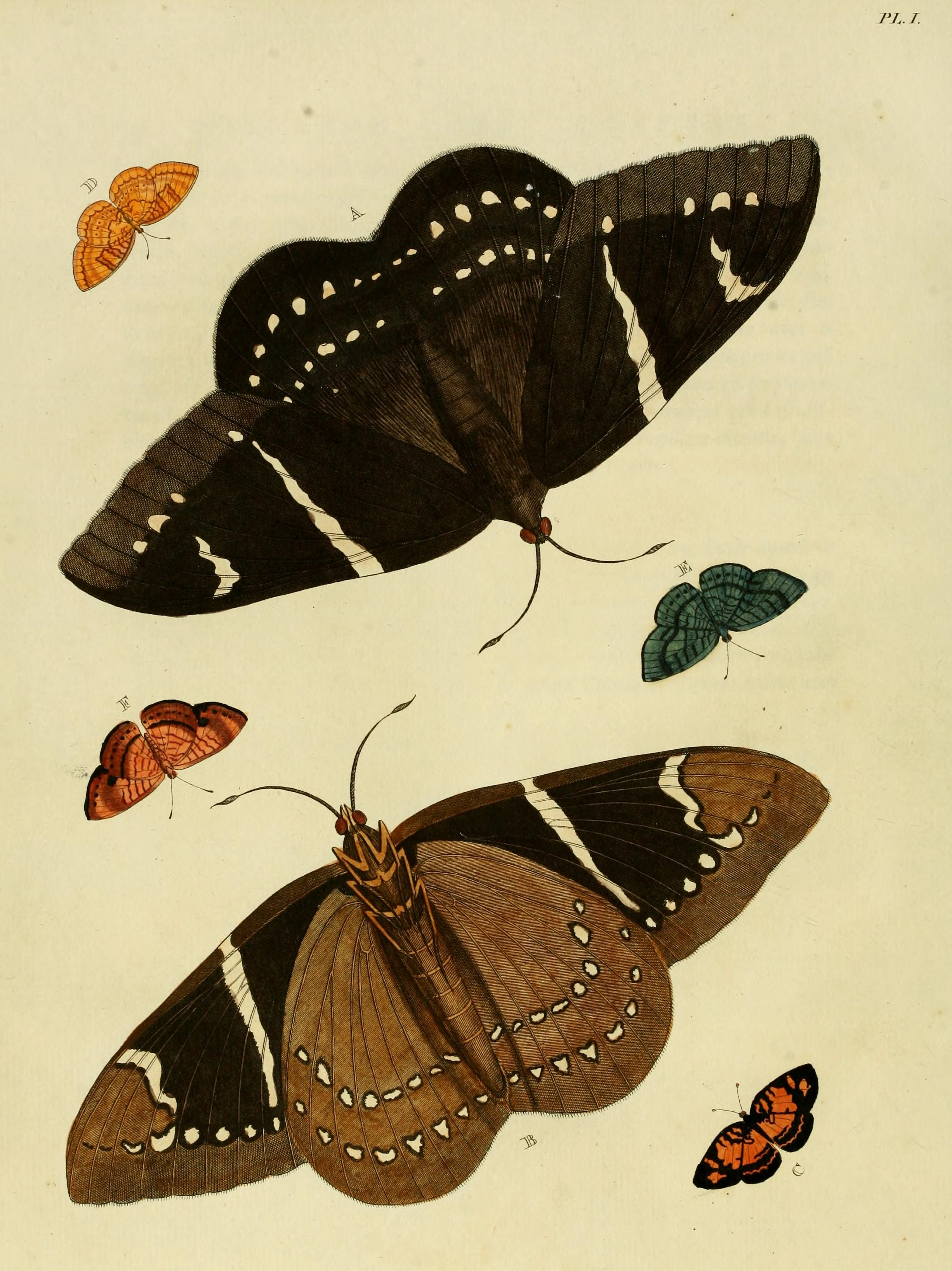
Ortilia liriope
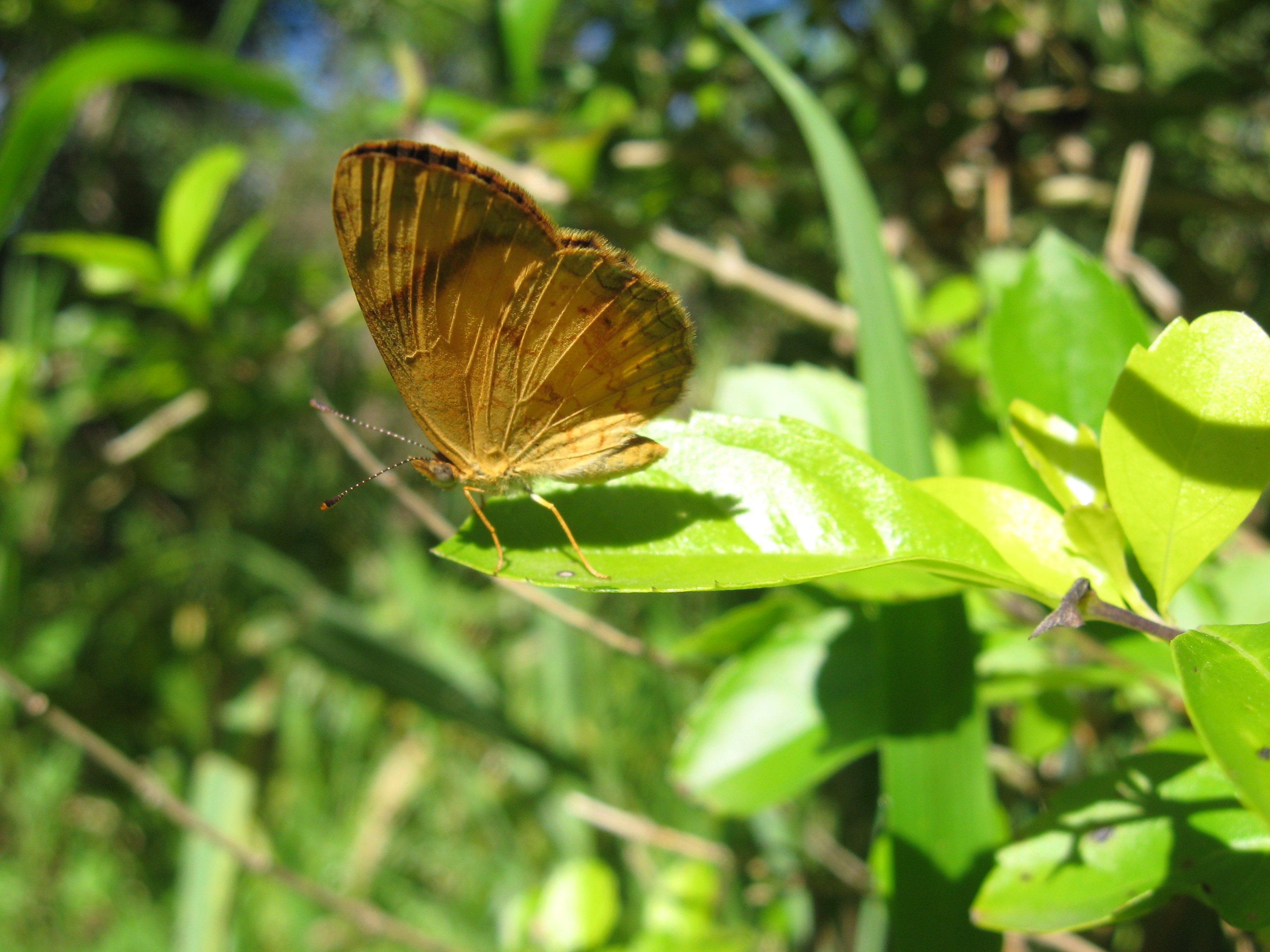
Tegosa claudina